# Hans-Erich Riebensahm
Hans-Erich Riebensahm   (Königsberg, 1906 - Berlín, 1988) va ser un pianista i professor de piano alemany.

## Biografia
Com a alumne d'Artur Schnabel, va ser un excel·lent intèrpret de Beethoven. Sovint va incloure Paul Hindemith i l'oblidat Hans-Georg Burghardt al seu programa. A la celebració del 700 aniversari de Königsberg a Duisburg el 1955, va interpretar la trilogia de la natura de Heinz Tiessen i, com a estrena mundial, la Sonata per a piano en un moviment d'Otto Besch. El 1949 va esdevenir professor a la Universitat Acadèmica de Música de Berlín. Entre els seus estudiants hi havia Peter Ronnefeld i Peter Sauermann. Riebensahm va ser l'acompanyant de Dietrich Fischer-Dieskau. Entre 1956 i 1972 va tocar com a solista en dotze concerts de subscripció de l'Orquestra Simfònica de Berlín amb Carl August Bünte, interpretant obres de Ludwig van Beethoven, Robert Schumann i Franz Liszt.